# Abecedarian Early Intervention Project
Das Abecedarian Early Intervention Project wurde 1972 in North Carolina, USA durch das Frank Porter Graham Child Development Institute durchgeführt. Es sollte Kindern aus sozial schwachen Familien in ihrer Entwicklung fördern. Die Mehrheit der Kinder wurde, von alleinerziehenden Müttern, welche von der Sozialhilfe lebten, großgezogen, 98 % davon waren Afroamerikanerinnen.
Die Kinder besuchten vom frühen Säuglingsalter bis zum dritten Lebensjahr einen Kindergarten. Hier wurden sie durch erzieherische Spiele, die für jedes Kind individuell nach einem Plan zusammengestellt wurden, gefördert. Die Kinder wurden von Pädagogen betreut. Dabei förderte im Säuglingsalter eine Fachkraft zwei Kinder, kurz vor dem Schuleintritt waren es fünf. Zudem wurde auf die gesunde Ernährung der Kinder und darauf, dass sie geimpft wurden, geachtet.

## Auswertung
Die Entwicklung der Kinder wurde mit der Entwicklung der Kinder aus einer Kontrollgruppe verglichen. Die Kinder der Kontrollgruppe wurden von Müttern mit vergleichbarem sozioökonomischen Status aufgezogen und kamen aus den gleichen Nachbarschaften.
Folgendes konnte festgestellt werden:
- Die Kinder, die am Projekt teilgenommen hatten, waren im Alter von 21 Jahren intelligenter als die Kinder aus der Kontrollgruppe (4,4 Punkte beim Gesamt-IQ, 4,2 Punkte beim Verbal IQ).
- Sie besuchten häufiger das College oder hatten es besucht (36 % vs. 14 %)
- Sie waren häufiger Facharbeiter (47 % vs. 27 %)
- Sie waren weniger häufig Teenager-Eltern (26 % vs. 45 %)[2]

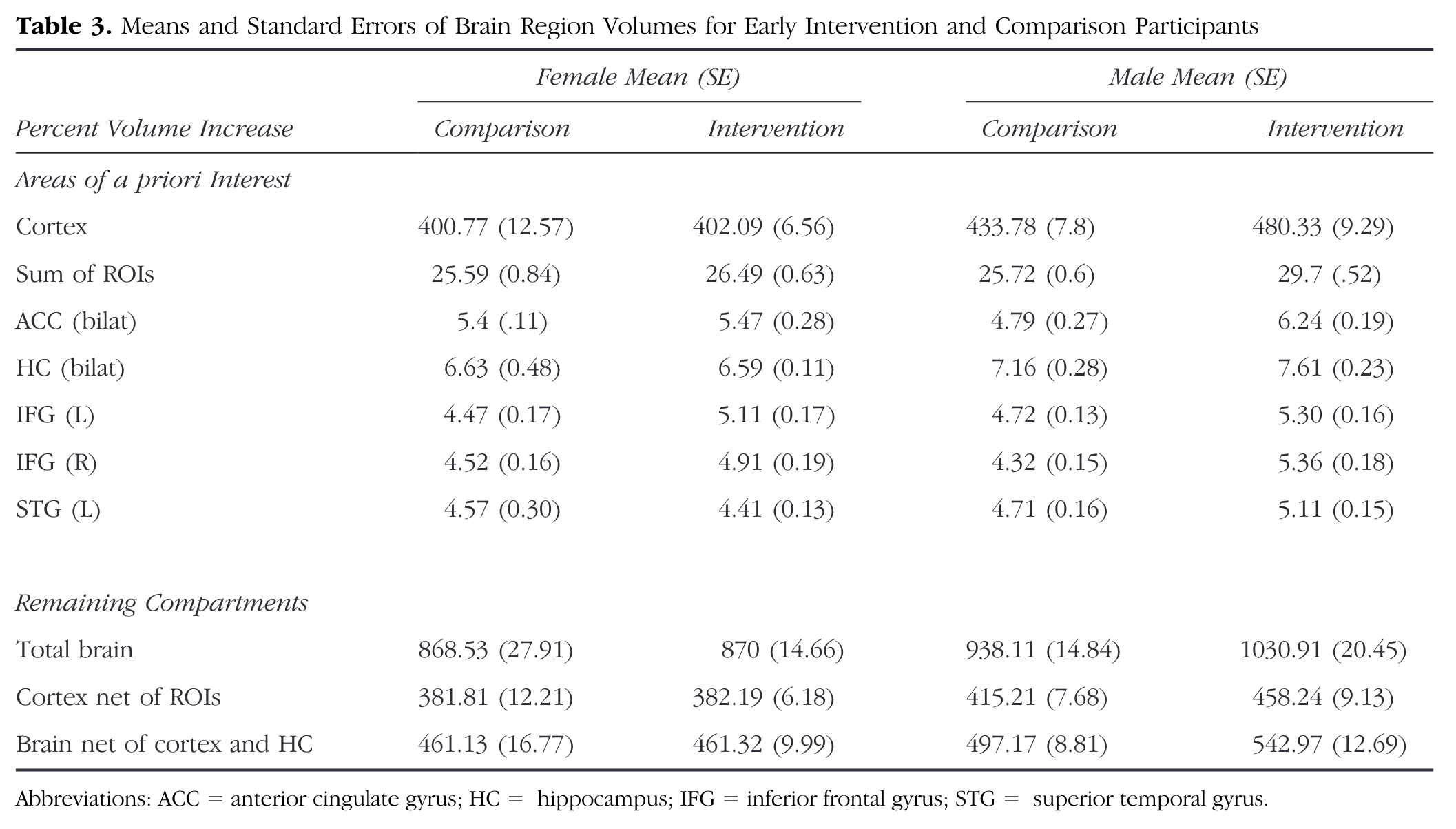
Hirnvolumen-Unterschiede im Erwachsenenalter aufgrund des spezifischen Kinderbetreuungsprogramms bei dessen Probanden.

Eine Studie zeigte, dass die Intervention, bei männlichen Probanden mit niedrigem Sozialstatus bis zum mittleren Lebensalter zu signifikanten Veränderungen der Gehirnstruktur führte. Die untersuchten MRT-Scans der Teilnehmer des Projekts zeigten, dass die Volumina mehrerer Hirnregionen und das Gesamthirnvolumen bei den Teilnehmern des Kinderbetreuungsprogramms wesentlich größer waren als in der Kontrollgruppe.

## Kritik
Es wird kritisiert, dass die Gruppen zu klein gewesen wären. Insgesamt nahmen 112 Kinder am Projekt teil. 57 Kinder wurden gefördert und 54 Kinder waren die Kontrollgruppe.